# M10 Booker
M10 Booker (вимов. «Бу́кер», також відомий як Griffin II) — американська бойова броньована машина виробництва General Dynamics LS. Машина призначена для вогневої підтримки аеромобільних та легких піхотних підрозділів.
Класифікація машини є неоднозначною. За конструкцією вона є танком, оскільки це гусенична броньована машина з танковою гарматою в обертовій башті, призначена для підтримки військ прямим вогнем. Її часто класифікують як легкий танк. Деякі посадовці відкидають таку класифікацію, оскільки вважають цей термін застосовним лише до танків минулого, призначених для розвідки; вони стверджують, що машина є «штурмовою гарматою, як M1128» або машиною вогневої підтримки піхоти.

## Назва
Виробник GDLS називає машину Griffin. Також до танка можуть відсилатись за назвою програми конкурсної програми, в якій він здобув перемогу — Mobile Protected Firepower.
Машина отримала назву в червні 2023 року. Вона названа на честь одразу двох американських бійців: Роберта Букера (1920—1943) та Стівона Букера (1968—2003). Останній загинув під час вторгнення в Ірак у 2003 і, таким чином, це перший випадок в історії США, коли бойова машина отримала ім'я на честь військовика, що загинув після 2001 року. 

## Історія
Попереднім легким танком на озброєнні ЗС США був авіадесантний M551 Sheridan, знятий з озброєння без заміни 1996 року.
Танк було розроблено General Dynamics Land Systems в рамках конкурсної програми під назвою Mobile Protected Firepower. Метою програми було створення авіатранспортабельної (умови конкурсу передбачають C-130J Super Hercules і C-17 Globemaster III) бойової машини, що виконувала б задачі танка, але була при тому легшою та компактнішою ніж важкий M1 Abrams. Конкурентом у тендері була британська BAE Systems з M8 AGS, але 2018 року було обрано саме Griffin II. Точні причини вибору GDLS невідомі, оскільки M8 мала значно вищу аеромобільність завдяки меншим габаритам і масі, мала автомат заряджання та модульну броню.
Початковою вимогою до танка була можливість транспортування літаками C-130J Super Hercules і C-17 Globemaster III та авіадесантування. C-17 мав би перевозити дві такі машини, тоді як M1 Abrams може поміститись лише один у частково розібраному вигляді. 2015 року Армія відмовилась від можливості авіадесантування та завантаження до C-130. Програма рухалась дуже повільно та інерційно, однак посадовці не хотіли її переглядати чи скасовувати через великий обсяг зроблених робіт. 2022 року було скасовано вимогу про можливість безекіпажної дії.
У грудні 2022 року було розпочато виробництво першого серійного танка. Керівництво Армії США початково планувало придбати 504 машини, очікувавши їх перебування на озброєнні щонайменше 30 років. Перші одиниці мають надійти на озброєння десантно-штурмових підрозділів: 82-ї дивізії наприкінці 2026 року, у 2027 — 101-ї дивізії. Закупівлі мають завершити до 2035 року. Прогнозована ціна за одиницю — близько 13 млн доларів. Загальна вартість 504 танків, які планується виробити, становитиме понад 6,5 млрд доларів. Ця сума, із урахуванням  супутніх витрат (навчання персоналу, будівництво складів тощо), зросте до 17 млрд доларів.

## Характеристик
Екіпаж складає 4 особи (як в більшості західних танків): командир, механік-водій, навідник та заряджальник. За словами американських посадовців, керування системами танка дуже схоже на таке в M1 Abrams, тому навчання може бути дуже швидким. Машина створена на шасі ASCOD.
Танк озброєно 105-мм гарматою M35. Має також додаткове озброєння: 7,62-мм спарений кулемет і командирський кулемет .50 калібру. Має дизельний двигун потужністю 800 к.с., здатен розвивати швидкість 40 миль/год.

## Варіанти
- Griffin I — прототип зі 120-мм гарматою, представлений 2016 року[5].
- Griffin II — легкий танк зі 105-мм гарматою. Прийнятий на озброєння та випускається серійно з 2022 року[4].
- Griffin III — БМП з 50-мм гарматою, що відповідає програмі Optionally Manned Fighting Vehicle для потенційної заміни M2 Bradley. Передбачається встановлення активного захисту Iron Fist[en] та пускових установок для БПЛА Switchblade[13].

## Оцінки
Танк зазнавав критики з боку посадовців і журналістів через непевність у сенсі цієї машини. Через скасовані вимоги про авіадесантування та транспортування C-130, а також виявлену неспроможність завантажувати більше одного M10 на борт C-17, танк не має вирішальної переваги в стратегічній мобільності над M1 Abrams, однак суттєво поступається йому за бронюванням та озброєнням. Американський офіцер з технологічного забезпечення Алекс Міллер стверджував, що програму рухали за інерцією, не думавши про потреби військ  і проблеми, що стоять перед новою машиною. Натомість Армія прагне скасувати новий пакет модернізацій Abrams SEPv4 та створити полегшену версію Abrams M1E3.